# アメリア・スプリングスの戦い
アメリア・スプリングスの戦い（アメリア・スプリングスのたたかい、英: Battle of Amelia Springs）は、南北戦争も最終盤となった1865年4月5日に、バージニア州アメリア郡で起きたアポマトックス方面作戦の戦闘である。4月2日に起きた第三次ピーターズバーグの戦い（ピーターズバーグの突破、あるいはピーターズバーグの陥落とも呼ばれる）の後で、アメリカ連合国の首都リッチモンド市とピーターズバーグ市が陥落し、両市を脱出した南軍（北バージニア軍とリッチモンドの防衛軍）が西方に逃亡し、これを追撃した北軍（ポトマック軍、シェナンドー軍、ジェームズ軍）との戦闘になった。戦闘は4月5日日中と、その夜から翌6日朝にかけての2回、ほぼ同じ場所で行われた。この戦闘は、翌6日のセイラーズクリークの戦いと共に、ユリシーズ・グラント中将が全軍指揮する北軍と、ロバート・E・リー将軍の指揮する南軍北バージニア軍との間の最後の会戦とされ、4月9日のアポマトックス・コートハウスの戦い後にリーの北バージニア軍降伏に繋がった。
1865年4月5日、南軍マーティン・ゲイリー准将の指揮する騎兵隊が、フィッツヒュー・リー少将の全体指揮下にあるトマス・ロッサー少将とトマス・T・マンフォード大佐の師団の騎兵から支援を受け、北軍ヘンリー・E・デイビース・ジュニア准将の率いる騎兵1個旅団に反撃した。デイビースの旅団はジョージ・クルック少将の師団に属し、その師団はフィリップ・シェリダン少将の全体指揮下にあった。デイビース隊は、ジーターズビルの北約7マイル (11 km) のペインビル近くで南軍の荷車を燃やした偵察行動から戻る途中だった。荷車は北バージニア軍のために物資と装備を運んでいた。ペインビルの後、アメリア・スプリングスの北3マイル (5 km) で走りながらの戦いが始まり、サウスサイド鉄道沿いのジーターズビルに近いアメリア・スプリングスまで続いた。ジーターズビルは、リー軍が集結していたアメリア・コートハウスから南西6マイル (9.7 km) にあり、1日前からシェリダン軍が保持していた。この戦闘自体は決着が付いていない。デイビース隊がジーターズビルに近づいているときに北軍の他の部隊と合流でき、南軍はアメリア・スプリングスに退き返さざるを得なくなった。4月5日夜、ネルソン・マイルズ准将とガーショム・モット少将の指揮する北軍の師団が、アメリア・スプリングスの近くで、南軍ジョン・B・ゴードン少将の指揮する北バージニア軍後衛部隊と小さな戦闘を行い、これも決着はつかなかった。
2つの戦闘による両軍の損失は少なかった。両軍合わせても250名以下とされている。北軍指揮官は損失を158名と報告した。南軍は恐らく100名未満だった。さらに、デイビース隊は反撃を受ける直前の戦闘で300名以上を捕虜に取っていた。その後にアメリア・スプリングスを越えてほとんどジーターズビルに行くまでの走りながらの戦闘となった。

## 背景

### ピーターズバーグの包囲と突破
292日に及んだリッチモンド・ピータースバーグ方面作戦（ピーターズバーグ包囲戦）の間、北軍の総司令官ユリシーズ・グラントは塹壕と消耗戦の作戦を遂行するしかなくなった。数的に劣勢な南軍を消耗させ、ピーターズバーグとリッチモンドへの供給源と供給線を破壊または遮断し、防衛線を長くさせることで弱っていく南軍に限界まで守らせるようにすることだった。1865年2月5日から7日に起きたハッチャーズランの戦いの後、前線はさらに4マイル (6.4 km) 伸び、リーが新しい守備隊を入れた後はもう予備隊がほとんど無かった。リーはその軍隊でこれ以上防御を維持できないと考え、さらに戦争を継続するためには、その軍隊の一部あるいは全軍がリッチモンドとピーターズバーグを離れ、ダンビルあるいはおそらくリンチバーグで食料や物資を補給し、ノースカロライナ州で北軍ウィリアム・シャーマン少将の軍に対抗しているジョセフ・ジョンストン将軍の軍隊と合流しなければならないことが分かっていた。南軍が即座にシャーマン軍を破れなければ、グラント軍がシャーマン軍の残りと合流できる前に、グラント軍に対抗するために戻って来ることになるはずだった。
1865年3月28日から29日の夜に始まった北軍の攻勢により、ルイス農園の戦い、ホワイトオーク道路の戦い、ディンウィディ・コートハウスの戦いと続き、4月1日のファイブフォークスの戦いと4月2日の第三次ピーターズバーグの戦いによって、グラントの北軍は遂にピーターズバーグの防衛線を突破した。同じく4月2日午後に起きたサザランド駅の戦いで、北軍のネルソン・マイルズ准将の指揮する師団がサウスサイド鉄道の最後の防衛線を突破し、南軍の供給線と退路をも遮断した。リー将軍の北バージニア軍は、4月2日から3日にかけての夜中にピーターズバーグとリッチモンド両市から脱出し、ダンビルへの行軍を開始した。その先はノースカロライナ州でウィリアム・シャーマン少将の指揮する北軍の侵攻を遅らせようとしていたジョセフ・ジョンストンの軍隊と合流することが期待されていた

### 南軍の逃亡
北バージニア軍の多く、さらにジェファーソン・デイヴィス大統領とその閣僚達は、4月3日に北軍がピーターズバーグとリッチモンド両市に入って来る前に両市から脱出できていた。南軍はその後衛部隊がグレッグ砦とウィットワース砦、さらにマホーン砦で北軍に対して抵抗してその歩みを遅らせ、さらにサザランド駅の戦いでも懸命の遅延工作を行ったので、南軍は北軍の追撃部隊に先立って良いスタートを切れていた。リー将軍は当初、ピーターズバーグとリッチモンドを離れたときの4つの部隊がリッチモンドの南西39マイル (63 km) にあるアメリア・コートハウスに集結して、物資補給を行う作戦だった。リーの軍隊の兵士は僅か1日分の食料を持っただけで、ピーターズバーグとリッチモンドを離れていた。アメリア・コートハウスに来て軍隊と落ち合うよう命令していた食料の輜重隊が到着するのを期待していた。

### 追撃と小競り合い
リー軍の大半はピーターズバーグとリッチモンドを後にして、北軍に対して実質的に1日分の行程を先行していたが、フィリップ・シェリダン少将の騎兵と歩兵軍団軍隊の前衛部隊は、リー軍を北に置いて南に並行して走るルートで追跡できていた。北軍騎兵隊は南軍がピーターズバーグを出てから間もない時から、嫌がらせを行い、小競り合いを挑んでいた。4月3日、北軍騎兵隊の前衛部隊がナモザイン教会の戦いで南軍騎兵隊の後衛部隊と戦った。4月4日、両軍はビーバーポンド・クリークで小競り合いを行った（タバナクル教会の戦いとも呼ばれる）。さらにアメリア・コートハウスでも小競り合いが起こった。一方、シェリダン軍はジーターズビルとバークビル交差点を占領した。

## アメリア・スプリングスの戦い

### 第一の戦い
リーはリッチモンドから南西に39マイル (63 km) のアメリア・コートハウスで輜重隊と会うことを期待していたが、4月4日にそこに到着したときに、彼らは軍需物資、弾薬、弾薬箱、ハーネスのみを積んだ輜重隊を発見しただけだった。リーは徴発部隊を派遣したが、その過程で貴重な時間を費やしただけだった。歴史家の中には、アメリア・コートハウスで遅れた主要な原因が雨で膨れ上がった川を渡すために舟橋を持ってくる過程で遅れたと記している者もいる。いずれにしても、この遅れにより、その飢えて疲れて減退した軍隊に、より多くの北軍が追いつき、さらには前に出ることができるようになった。アメリア・コートハウスに近い枯渇した領域で食料はほとんど見つけられなかった。リーはファームビルで食料を見つけられることを期待して、その飢えた軍に行軍を再開するよう命じなければならなかった。シェリダンの北軍は4月4日までに、バークビル交差点とジーターズビルで前進した陣地を取り、それでリー軍がリッチモンド・アンド・ダンビル鉄道に、さらには南西方向へ直接通じる道に近づくことを阻止していた。
1865年4月5日、シェリダンはクルックに、その左翼側面を偵察するために、ジーターズビルの北に騎兵偵察部隊を派遣するよう命じた。クルックはヘンリー・E・デイビース・ジュニア准将にその旅団を率いてアメリア・スプリングスに行き、北に転じてペインビルに向かうよう命じた。デイビースはジーターズビルから約4マイル (6.4 km) 出たところで南軍の輜重隊を攻撃した。その部隊が荷車を破壊し、装備と荷車を曳く動物を捕獲し、300名以上、恐らくは1,000名もの捕虜を取った。幾つかの史料に拠れば、これらの捕虜の幾らかは南軍の制服を着た武装黒人であり、バージニア州では編入された黒人兵が戦闘に関わった唯一の例とされている。歴史家の中にはこれら黒人が訓練され組織化された戦闘員であるという主張を認めず、彼らは単に御者であると言う者がいる。デイビース自身は彼が著したシェリダン将軍の伝記の中で、この戦闘に簡潔に触れているが、黒人兵については何も言及していない。このとき荷車に積まれていて燃やされた物の中に北バージニア軍の日誌が入っていた。
南軍のリー将軍はデイビース隊の動きについて知り、フィッツヒュー・リー少将の騎兵2個師団を派遣した。この部隊にペインビルでマーティン・ゲイリー准将の騎兵旅団が加わり、デイビース隊を追跡した。この部隊はデイビース隊の後衛部隊と走りながらの戦闘となり、アメリア・スプリングスまでの3マイル (4.8 km) の間も続いた。南軍は騎馬のままサーベルを抜いた兵士でデイビース隊を攻撃し後退させた。南軍はデイビース隊をほとんどジーターズビルまで追撃したが、そこでデイビース隊がクルック少将の本隊に属する他の騎兵隊と合流し、デイビース隊は連れていた捕虜、ラバ、大砲を保持することができた。南軍はその夜にアメリア・スプリングスまで戻った。南軍の騎兵隊はジーターズビルで北軍との小競り合いを続け、歩兵隊は4月5日午後に示威行動を続けた。これら戦闘の目標は、リーがバークビルに至る道路と鉄道がシェリダン軍によってジーターズビルで封鎖されているのを発見した後、西のファームビルに向かって行軍を続ける南軍を遮蔽することに変わっていた。リーはリンチバーグからファームビルに物資を送っておくよう命じた。

### 第二の戦い、損失
1865年4月5日夜、および4月6日朝、リー将軍はその軍隊にアメリア・コートハウスからアメリア・スプリングスを経てファームビルに向けた行軍を始めさせた。北軍アンドリュー・A・ハンフリーズ少将の指揮する第2軍団から、ネルソン・マイルズ准将とガーショム・モット少将の指揮する2個師団が、4月5日夜の南軍の動きを監視しており、その後を追った。南軍ジョン・B・ゴードン少将の指揮する後衛部隊が北軍の攻撃を支え、北軍が夜の休息のために攻撃を停止した間に西への行軍を続けた。この戦闘でモット少将が負傷し、レジス・ド・トロブリアン准将が師団指揮を引き継いだ。

## 戦闘の後
このアメリア・スプリングスの戦いで、北軍は116名ないし158名の損失を出した。南軍の損失は不明だが、北軍より少なく、100名未満と見なされている。さらに南軍は、ペインビルでの輜重隊に対する北軍の攻撃によって捕まえられた兵士や御者も損失となった。
ポトマック軍司令官ジョージ・ミード少将は、南軍がアメリア・コートハウスに集中したままだと考えていた。一方グラントやシェリダンは、南軍が動き出したと見ていた。4月6日朝、ミードはポトマック軍の歩兵部隊をアメリア・コートハウスの方向に派遣した。北軍は間もなく、リー軍が西への移動を始めていたことが分かり、追撃を続けるために行軍の方向を変えた。4月6日午後、北バージニア軍に残っていた勢力（約8,000名、リチャード・イーウェル将軍やその他8人の将軍を含む）の約5分の1が、すなわちリッチモンドとピーターズバーグ両市を離れた時の約6分の1が、4月6日のセイラーズクリークの戦いで南軍本隊から切り離され、その多くは捕虜になった。その後の3日間で、さらに5回の小さな戦闘が起きた後、北バージニア軍が崩壊していき、北軍がその残存部隊を取り囲んだことで、リーは1865年4月9日、リッチモンドから西に約90マイル (144 km) のアポマトックス・コートハウスで、その軍と共にグラントに降伏した。

## 今日の戦場跡
昔はリゾート地だったアメリア・スプリングスは消失した。今の戦場跡は深い森となっていて、戦いの後を追うのも難しい。個人所有地となり開発の危険性は少ない。

## 関連図書
- Tremain, Henry Edwin. The Last Hours of Sheridan's Cavalry. New York: Bonnell, Silvers and Bowers, 1904. Reprint of 1871–1872 publication. OCLC 4368467. Retrieved December 22, 2010.